# 森林園藝
森林園藝（英語：Forest gardening）是一種建立於林地生態系的蔬食混農林業，耕作者在原本稀疏的林木之間利用伴生栽培的耕作方式，種植可供人食用的水果、堅果類果樹、灌木、香料以及蔬菜等農作物，使其交互生長成一個可長期經營而且維護成本低廉的連續分層農業模式。
早在史前時代，生活在熱帶地區的人們就已開始從事類似森林園藝的農業活動，並將其作為一個可靠的食物來源。20世紀園藝學家羅伯特·赫德為了使這種古老的農業模式能在溫帶環境中使用，便將其作業原理加以改良，於1980年代提出了“森林園藝”的概念。

## 參閲
- 深層生態學
- 自然農法
- 果園
- 樸門

## 外部連結
- Why Food Forests?, Permaculture Research Institute（英文）
- Plant an Edible Forest Garden, Mother Earth News（英语：Mother Earth News）（英文）
- The garden of the future? （页面存档备份，存于）, The Guardian（英文）
- Edible Forest Gardens: an Invitation to Adventure （页面存档备份，存于）, The Natural Farmer（英文）

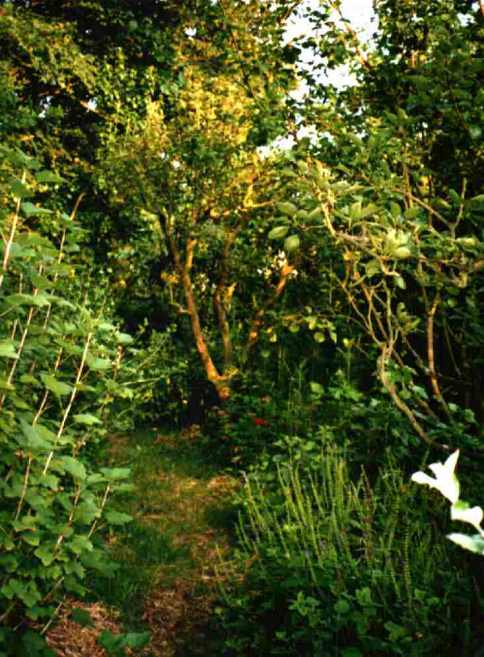
園藝學家羅伯特·赫德 (園藝家)的森林花園。（位於英格蘭施洛普郡）

- Forest gardens （页面存档备份，存于）, Permaculture Association（英语：Permaculture Association）（英文）
- El Pilar Forest Garden Network （页面存档备份，存于）, information on traditional Maya forest gardening（英文）